# Xeroterm fenyvesek
A xeroterm fenyvesek növénytársulástani osztálya az Alpok és a Dinaridák mészkedvelő és neutrofil tűlevelű erdeit foglalja magában.

## Termőhelyük, alapkőzetük
Elsősorban száraz, meleg éghajlatú térségeken nőnek sziklás talajokon, főképp a karbonátos kőzeteken. Ezeken a kevéssé kedvező termőhelyi adottságú, viszonylag versenymentes termőhelyeken a viszonylag lassan növő és viszonylag nagy fényigényű fenyőfajok:
- erdeifenyő (Pinus sylvestris),
- feketefenyő (Pinus nigra) és
- a törpefenyő csoport (Pinus mugo agg.)

speciális alkalmazkodásaikkal:
- mikrofillia,
- rövid csírázási időszak,
- tűzrezisztencia

képesek előnybe kerülni más fafajokkal szemben.
Társulásaik főleg a lassan málló, leginkább kioldódó kőzeteket kedvelik (dolomit, mészkő, szerpentinit). A fenyő-nyír korban ilyen jellegű erdők nőhettek a Dunántúli-középhegység dolomitos felszínein. Az osztály karakterfajai közül több jégkori reliktumként maradt fenn a dolomiton növő társulásokban:
- dolomitsziklagyepek,
- dolomitsziklaerdők.

Jellegzetesen ilyen reliktum lágyszárúak:
- terpedt koronafürt (Coronilla vaginalis),
- henye boroszlán (Daphne cneorum),
- lila csenkesz (Festuca amethystina),
- vörösbarna nőszőfű (Epipactis atrorubens).

## Rendszertani felosztásuk
Az osztálynak Magyarországon egyetlen társulástani rendjét ismerjük: Melegkedvelő fenyvesek (Erico-Pinetalia) I. Horvat 1959
Ez a rend három szüntaxonómiai csoportot foglal magában:
1. Mészkedvelő fenyvesek csoportja (Erico-Pinion). Ebbe a dombságokon és alacsonyhegységekben növő, xeroterm erdei- és feketefenyvesek társulásai tartoznak; ezeket az ország nyugati-délnyugati vidékein találhatjuk meg néhány, kis kiterjedésű, reliktum jellegű folton.
2. Termofil lomblevelű erdők csoportja (Orno-Ostryon); ez a pannon flóratartományban megszokott mezofil tölgyesek és sziklaerdők (Orno-Cotinion) csoportjának (molyhos tölgyesek, xeroterm erdők, xeroterm bokorerdők) alpesi-illír helyettesítője. Magyarországon ez a csoport a jégkorszak utáni meleg időszak zonális erdőtársulásait őrzi többnyire extrazonális formában, a mészkő- és dolomithegyek déli lejtőin.
Jellemző fajai:
- virágos kőris (Fraxinus ornus),
- cserszömörce (Cotinus coggygria)
- bokros koronafürt (Coronilla emerus).

3. A rend harmadik csoportja az Erico-Pinion mugo a szubalpin, xeroterm fenyveseket és vörösfenyves sziklaerdőket foglalja össze; társulásai Magyarországon nem nőnek.